# Fulco
Fulco était le premier évêque missionnaire connu d'Estonie. Il a été nommé en 1165 par Eskil, l'archevêque danois de Lund . Avant sa nomination, Fulco était moine bénédictin dans l'abbaye de Moutier-la-Celle, près de Troyes en France. Sa nationalité n'est pas connue.
Après sa nomination, Fulco n'apparaît dans les sources qu'une seule fois. En 1171, le pape Alexandre III demanda à l' archevêque de Trondheim d'affecter un moine estonien Nicolas vivant à Stavanger pour aller au secours de Fulco. Aucune autre information ne subsiste sur le travail de Fulco en Estonie, ni même s'il y est jamais arrivé.

## Identification avec Folquinus
Fulco est parfois supposé être la même personne qu'un certain Folquinus, un évêque de la fin du XIIe siècle de Finlande, brièvement mentionné dans une chronique du milieu du XVe siècle Chronicon episcoporum Finlandensium. La chronique prétendait qu'il était suédois de naissance. Folquinus a de nouveau été mentionné un siècle plus tard dans une autre chronique du même nom par Paulus Juusten, l'évêque de Turku, ajoutant que lors d'une attaque russe en Finlande en 1198 il était toujours en fonction.

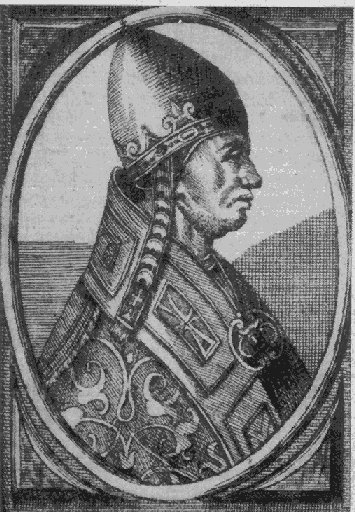
Le pape Alexandre III (photo) a été le premier pape à aborder la situation de la mission catholique en Estonie et en Finlande.

Le nom «Fulco» apparaît dans des sources scandinaves sans rapport avec la forme latinisée de « Folke » . Aussi Folquinus est connu pour avoir représenté Folke dans divers textes médiévaux, comme le suffixe latin -inus (signifiant "se rapportant à") dans le nom souligne juste sa première partie. Comme les deux évêques avaient des noms similaires et qu'ils travaillaient à peu près à la même époque dans les régions voisines sous la supervision missionnaire de Lund, il est possible que les deux personnes n'en forment qu'une, bien que l'église finlandaise soit officiellement sceptique à ce sujet.
Il convient de noter que tout en organisant l'assistance à la mission estonienne, le pape Alexandre III suivait également de près la situation en Finlande, ce qu'aucun pape précédent n'est connu pour avoir fait. Eskil et Stefan, l'archevêque d'Uppsala, qui avait également été nommé à sa haute fonction par Eskil en 1164, étaient tous deux des connaissances proches du pape, s'étant rencontrés en France alors que le pape y avait été exilé dans les années 1160. Dans la lettre du pape à Stefan en 1171 (ou 1172), il se plaint du fait que les Finlandais ne se sont tournés vers Dieu qu'au moment de la guerre, harcelant les prédicateurs dès que le péril était passé. Aucun diocèse ou évêque de Finlande n'est mentionné dans la lettre papale. Dans la pénurie apparente de missionnaires, on peut supposer que le pape frustré a pu laisser Fulco s'occuper des Finlandais jusqu'à ce que son assistant Nicolas puisse reprendre le travail missionnaire en Estonie.
Si les informations sur un Folquinus toujours en fonction en 1198 sont correctes, son identification avec Fulco exigerait qu'il ait été missionnaire pendant plus de 30 ans, atteignant en tout cas un âge assez élevé pour un homme de son temps. Dans une lettre du pape Innocent III à Anders Sunesen, l'archevêque de Lund, en 1209  un évêque anonyme de Finlande est mentionné comme étant mort "légalement" (c'est-à-dire une mort naturelle) quelque temps plus tôt. En répétant les propres paroles de l'archevêque, la lettre indique clairement que l'évêque décédé avait été nommé par l'archevêché de Lund ou du moins avec son approbation, et que l'établissement «récent» de l'église en Finlande était l'œuvre des Danois ou de leurs proches alliés. L'archevêque s'était également plaint au pape de la difficulté à obtenir un évêque en Finlande et avait prévu de nommer quelqu'un sans adéquation formelle, ce que le pape approuvait sans remettre en question les opinions de l'archevêque.
Dans les listes survivantes des évêchés suédois de 1164, 1189 et 1192, il n'y a aucune référence, factuelle ou propagandiste, au diocèse ou à l'évêque de Finlande.